# Oldsum
Oldsum (Olersem en frison septentrional) est une commune d'Allemagne, située dans le land du Schleswig-Holstein et l'arrondissement de Frise-du-Nord. Elle se situe au nord-ouest de l'île de Föhr.

## Histoire
La commune d'Oldsum a été mentionnée pour la première fois en 1463 dans un document officiel. Au XVIIe siècle elle était un centre important de la chasse à la baleine.